# Mickey's Speedway USA
Mickey's Speedway USA è un videogioco di corse automobilistiche per Nintendo 64 e Game Boy Color, sviluppato da Rareware e pubblicato da Nintendo sotto la licenza della Disney Interactive; il gioco segue le orme della saga di Mario Kart e Diddy Kong Racing. In esso, Topolino, Paperino, Pippo, Minni, Paperina e altri personaggi tentano di salvare Pluto affrontando il terribile Pietro Gambadilegno in gare sui vari circuiti nordamericani.

## Modalità di gioco
Inizialmente sono disponibili sei personaggi, altri quattro invece, sono quelli aggiunti e possono essere sbloccati. I personaggi predefiniti sono accoppiati in modo predefinito.

## Personaggi e doppiatori

### Predefiniti
- Topolino - Alessandro Quarta
- Paperino - Luca Eliani
- Pippo - Roberto Pedicini
- Minni - Paola Valentini
- Paperina - Laura Lenghi
- Pietro Gambadilegno - Massimo Corvo

### Sbloccabili
- Qui, Quo, Qua - Laura Lenghi
- Pico De Paperis - Gerolamo Alchieri